# Seznam utkání Znojemských Orlů v hokejové lize mistrů

## Utkání Znojemských Orlů v hokejové lize mistrů
| Utkání | Datum utkání | Sezona    | Soutěž    | Domácí               | Výsledek | Hosté                | Třetiny       | Branky Znojma          |
| ------ | ------------ | --------- | --------- | -------------------- | -------- | -------------------- | ------------- | ---------------------- |
| 01.    | 23.8.2016    | 2016/2017 | Skupina F | Orli Znojmo          | 3 : 4    | EHC Red Bull München | (1:1,1:0,1:3) | 3× Libor Šulák         |
| 02.    | 1.9.2016     | 2016/2017 | Skupina F | Fribourg-Gottéron    | 5 : 2    | Orli Znojmo          | (2:0,0:1,3:1) | Libor Šulák, Radek Čáp |
| 03.    | 4.9.2016     | 2016/2017 | Skupina F | Orli Znojmo          | 1 : 3    | Fribourg-Gottéron    | (0:1,0:0,1:2) | Kevin Bruijsten        |
| 04.    | 9.9.2016     | 2016/2017 | Skupina F | EHC Red Bull München | 7 : 0    | Orli Znojmo          | (1:0,3:0,3:0) | nikdo                  |

## Celková bilance
| Znojmo        | Doma / venku                     | Celkem |
| ------------- | -------------------------------- | ------ |
| Vítěz Znojmo  | 0× vítěz doma - 0× vítěz venku   | 0×     |
| Prohra Znojmo | 2× prohra doma - 2× prohra venku | 4×     |
| Remíza        | 0×                               |        |
| Počet zápasů  | 4×                               |        |